# Kích động khủng bố

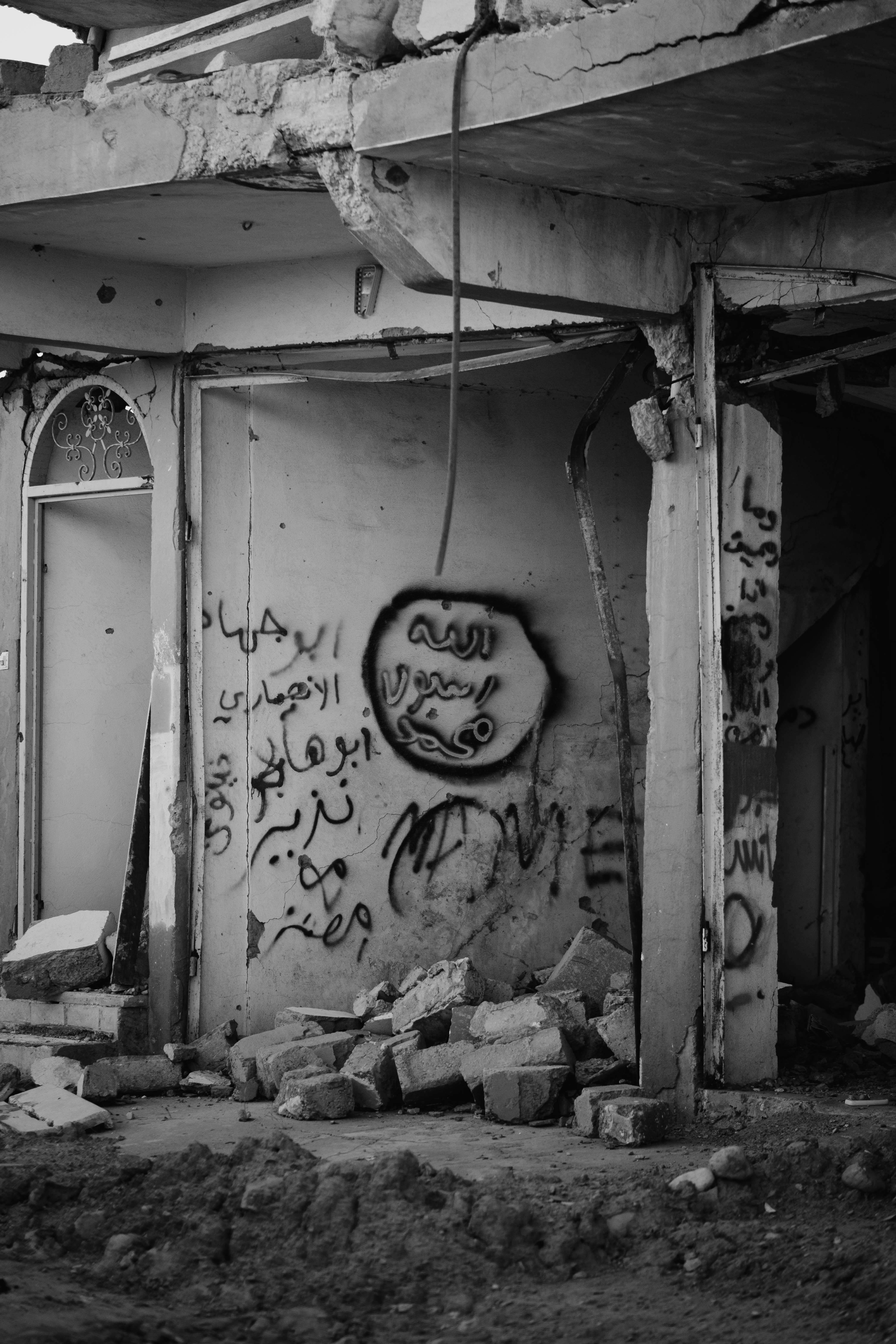
Graffiti của Nhà nước Hồi giáo trên đống đổ nát Sinjar, tháng 7 năm 2019

Trong một số hệ thống pháp luật quốc gia, kích động khủng bố có thể hình sự hóa việc khuyến khích trực tiếp các hành vi bạo lực đối với các tổ chức khủng bố bị cấm. Nó cũng bị cấm theo Nghị quyết 1624 của Hội đồng Bảo an Liên Hợp Quốc năm 2005.

## Tổng quan
Các học giả pháp lý Daphne Barak-Erez và David Scharia đã xác định một sự khác biệt trong việc luật pháp châu Âu và Hoa Kỳ hình sự hóa kích động khủng bố. Cách tiếp cận của châu Âu liên quan đến các giới hạn rõ ràng về tự do ngôn luận, trong khi cách tiếp cận của Hoa Kỳ thì gián tiếp hơn.
Kích động khủng bố là một hành vi phạm tội mới bắt đầu và có thể bị trừng phạt ngay cả khi không có mối liên hệ nhân quả nào với một cuộc tấn công khủng bố được chứng minh.
Một động lực chính để hình sự hóa kích động khủng bố là tính hữu dụng tiềm năng của nó như một sự phòng ngừa ngược dòng cho các cuộc tấn công khủng bố chết người. Một số chuyên gia thậm chí còn cho rằng kích động là điều kiện thiết yếu cho các cuộc tấn công khủng bố.

## Luật quốc tế
Nghị quyết 1624 của Hội đồng Bảo an Liên Hợp Quốc, được nhất trí thông qua vào năm 2005, là công cụ pháp lý quốc tế đầu tiên liên quan đến kích động khủng bố. Nó đã được thúc đẩy bởi vụ đánh bom London năm 2005. Nghị quyết 1963 của Hội đồng Bảo an Liên Hợp Quốc ủy quyền cho Ủy ban Chống khủng bố của Hội đồng Bảo an giám sát việc thông qua các đạo luật hình sự hóa kích động khủng bố ở các quốc gia thành viên.

### Luật châu Âu
Hội đồng châu Âu đã thông qua Công ước về phòng chống khủng bố, vào năm 2005, yêu cầu các nước thành viên phải thông qua luật để hình sự hóa "hành động kích động công khai để thực hiện hành vi phạm tội khủng bố". Điều này không bao gồm việc biện hộ cho khủng bố. Mặc dù Công ước châu Âu về quyền con người bảo vệ quyền tự do ngôn luận, việc kích động không được bảo vệ. Tòa án Nhân quyền Châu Âu phán quyết rằng quyền tự do ngôn luận của nhà hoạt động Thổ Nhĩ Kỳ Mehdi Zana không bị vi phạm khi ông bị Thổ Nhĩ Kỳ trừng phạt vì gọi Đảng Công nhân Kurd (PKK), một tổ chức khủng bố bị cấm, là một "phong trào giải phóng dân tộc".

## Theo quốc gia

### Pháp
Điều 24 của Đạo luật Báo chí Pháp năm 1881 hình sự hóa việc kích động và vận động khủng bố, cũng như biện hộ cho khủng bố. Tính đến năm 2011, hình phạt lên tới năm năm tù và/hoặc phạt tiền lên tới 45.000 euro.

### Israel
Barak-Erez và Scharia xác định Israel thuộc về truyền thống châu Âu, một phần là do nguồn gốc của hệ thống pháp luật có nguồn gốc từ Anh.
Pháp lệnh Ngăn chặn Khủng bố, được ban hành vào năm 1948, vẫn còn hiệu lực, và trong nhiều năm, điều khoản chính đã hình sự hóa kích động khủng bố. Sắc lệnh này trao quyền cho chính phủ chỉ định các tổ chức khủng bố và hình sự hóa việc trở thành thành viên hoặc hỗ trợ một nhóm như vậy. Mục 4 của pháp lệnh quy định rằng:
Một người - (a) xuất bản, bằng văn bản hoặc bằng lời nói, những lời khen ngợi, cảm thông hoặc kích động cho các hành vi bạo lực được tính toán để gây ra cái chết hoặc thương tích cho một người hoặc cho các mối đe dọa của các hành vi bạo lực đó; hoặc (b) xuất bản, bằng văn bản hoặc bằng miệng, những lời khen ngợi hoặc cảm thông hoặc kháng cáo xin viện trợ hoặc hỗ trợ của một tổ chức khủng bố... (g) thực hiện một hành động thể hiện sự đồng nhất với một tổ chức khủng bố hoặc thông cảm với nó, bằng cách vẫy cờ, hiển thị một biểu tượng hoặc một khẩu hiệu, hát một bài thánh ca hoặc bất kỳ hành động công khai tương tự nào tiết lộ rõ ràng nhận dạng hoặc sự cảm thông trong công chúng, hoặc theo cách mà những người có mặt ở nơi công cộng có thể nhìn thấy hoặc nghe thấy một biểu hiện nhận dạng hoặc cảm thông như vậy; sẽ phạm tội và phải chịu trách nhiệm hình sự với mức phạt tù không quá ba năm hoặc phạt tiền không quá một nghìn bảng hoặc cả hai hình phạt đó.

### Tây Ban Nha
Điều 18.1 của Bộ luật Hình sự Tây Ban Nha hình sự hóa hành vi kích động để thực hiện bất kỳ hành vi phạm tội hình sự và bằng lời xin lỗi gia hạn cho tội phạm hình sự. Luật cơ bản số 7/2000 nghiêm cấm điều này một cách rõ ràng, với hình phạt từ một đến hai năm tù:
...tôn vinh hoặc biện minh, thông qua bất kỳ hình thức thông tin hoặc truyền thông công cộng nào, về các tội được nêu trong các điều từ 571 đến 577 ở đây hoặc của những người đã tham gia vào vụ phạm tội của họ, hoặc ủy thác các hành vi có xu hướng làm mất uy tín, hạ thấp hoặc làm nhục các nạn nhân về tội khủng bố hoặc gia đình của họ...

## Vương quốc Anh
Đạo luật Khủng bố 2006 đã đưa ra hành vi phạm tội kích động khủng bố, nghiêm cấm "một tuyên bố có thể được hiểu bởi một số hoặc tất cả các thành viên của công chúng mà nó được xuất bản như một sự khuyến khích trực tiếp hoặc gián tiếp hoặc gây ra cho họ, chuẩn bị hoặc xúi giục các hành vi khủng bố hoặc vi phạm công ước." Các tuyên bố khuyến khích gián tiếp bao gồm "mọi tuyên bố tôn vinh ủy ban hoặc sự chuẩn bị (dù là trong quá khứ, trong tương lai hay nói chung) của các hành vi hoặc hành vi phạm tội đó". Tuy nhiên, họ chỉ bị xử lý hình sự nếu người nói có ý định khiến người khác phạm tội khủng bố.

### Hoa Kỳ
Đôi khi, việc kích động khủng bố hoặc các hình thức tội phạm và bạo lực bất hợp pháp khác được Hiến pháp Hoa Kỳ bảo vệ tự do, trừ khi có thể chứng minh rằng bài phát biểu là "hướng đến kích động hoặc tạo ra hành động vô pháp luật sắp xảy ra" và "có khả năng kích động hoặc tạo ra hành động như vậy". Tuy nhiên, vào năm 2010, Tòa án Tối cao đã phán quyết rằng "một lệnh cấm hình sự đối với việc vận động được thực hiện phối hợp với, hoặc theo hướng của một tổ chức khủng bố nước ngoài được cho phép theo hiến pháp". Điều này là do các tuyên bố như vậy tạo thành hỗ trợ vật chất cho khủng bố. Một số bị cáo, bao gồm Javed Iqbal, người đã giúp đài truyền hình Hezbollah Al-Manar phát sóng, đã bị kết án cung cấp hỗ trợ vật chất cho khủng bố theo luật pháp Hoa Kỳ.

## Mâu thuẫn với tự do ngôn luận
Việc kích động tội phạm khủng bố được một số người coi là hành vi xâm phạm quyền tự do ngôn luận một cách vô lý, và người ta cho rằng khuyến khích chung về khủng bố có thể là một tuyên bố chính trị thay vì khuyến khích theo nghĩa đen để thực hiện hành vi phạm tội khủng bố. Tuy nhiên, một số người ủng hộ tội phạm hóa, như Yaël Ronen, tin rằng có thể và mong muốn hình sự hóa một định nghĩa kích động khủng bố mà không vi phạm quá nhiều quyền tự do ngôn luận.